# BAFTA Cymru
Pour les articles homonymes, voir BAFTA (homonymie).
La BAFTA Cymru (ou BAFTA in Wales) est l'organisation nationale galloise de la British Academy of Film and Television Arts (BAFTA).
Elle remet chaque année les BAFTA Cymru Awards récompensant la réussite par des professionnels du cinéma ou de la télévision galloise.
Les BAFTA Cymru Awards sont séparés des BAFTA Awards, bien que les films ou émissions présentées ou reconnues par la BAFTA Cymru puissent également figurer aux British Academy Film ou Television Awards.